# Rezervația hidrologică Cuiutin
Cuiutin (în ucraineană Куютинський заказник) este o rezervație hidrologică de importanță locală din raionul Secureni, regiunea Cernăuți (Ucraina), situată de-a lungul Nistrului, lângă satul Lomacineți.
Suprafața ariei protejate constituie 16 de hectare și a fost înființată în anul 2001 prin decizia consiliului regional. Statutul a fost acordat pentru păstrarea arealului de reproducere al speciilor de pești industriali și rari, care se găsesc în apele lacului de acumulare Novodnistrovsk.